# Sitafloxacina
La  sitafloxacina (nella fase sperimentale conosciuta anche con la sigla DU-6859) è un antibiotico a largo spettro che appartiene alla classe dei chinoloni di quarta generazione. Il composto è stato utilizzato con successo nel trattamento di diverse infezioni batteriche, compresa quella da Mycobacterium ulcerans, l'agente causale dell'ulcera di Buruli.

## Farmacodinamica
Come tutti i chinoloni il composto agisce interrompendo la replicazione delle molecole dell'acido deossiribonucleico nei batteri. Ciò avviene grazie alla inibizione selettiva di due tipi di enzima topoisomerasi, la DNA–girasi (conosciuta anche come topoisomerasi II) e la topoisomerasi IV. Questi due enzimi sono fondamentali per la cellula batterica, regolando i processi di duplicazione, trascrizione e riparazione dell'acido deossiribonucleico (DNA) nei batteri.
La molecola è dotata di un ampio spettro di azione, per molti versi simile a quello di altri composti della stessa classe (ad esempio la ciprofloxacina). In vitro risulta tuttavia particolarmente potente nei confronti degli Stafilococchi, Streptococchi ed Enterococchi. Inoltre la sitafloxacina ha dimostrato una particolare attività ed efficacia verso molti germi appartenenti alla famiglia delle Enterobacteriaceae, Pseudomonas aeruginosa, Moraxella catarrhalis, Haemophilus influenzae, Neisseria gonorrhoeae e Bacteroides fragilis. Tutti questi batteri sono riconosciuti patogeni di rilevante significato clinico.

## Farmacocinetica
Dopo somministrazione per via orale la molecola è rapidamente assorbita dal tratto gastrointestinale. La concentrazione plasmatica massima (Cmax) viene raggiunta dopo 1-2 ore dall'assunzione (Tmax). Il volume di distribuzione allo steady-state è di 1.46 a 1.88 litri/kg peso corporeo. Dopo l'assunzione di una singola dose il legame con le proteine plasmatiche varia dal 46% al 55% circa. 
La contemporanea assunzione di cibo non sembra avere effetti significativi su parametri quali la Cmax, la Tmax e l'area sotto la curva concentrazione/tempo (AUC). Il composto viene escreto dall'organismo prevalentemente attraverso l'emuntorio renale (circa il 70%) e in misura minore con le feci, come farmaco immodificato.

## Usi clinici
Il farmaco trova indicazione nel trattamento della polmonite acquisita in comuntità, delle riacutizzazioni di una broncopneumopatia cronica ostruttiva (BPCO), delle infezioni complicate del tratto urinario, oltre che in alcune specifiche infezioni di interesse otorinolaringoiatrico.

## Effetti collaterali e indesiderati
Nel corso del trattamento con la sitafloxacina, similmente a quanto accade con altre molecole appartenenti alla classe dei fluorchinoloni, si possono verificare alcuni eventi avversi a carico dell'apparato digerente (dispepsia, nausea, vomito, dolore addominale, diarrea). 
Sono state anche segnalate anomalie di test di laboratorio e in particolare un incremento dei valori di alcuni enzimi di funzionalità epatica.

## Controindicazioni
Il farmaco è controindicato nei soggetti con ipersensibilità nota al principio attivo, ad altri fluorchinoloni e molecole chimicamente simili, oppure ad uno qualsiasi degli eccipienti contenuti nella formulazione farmaceutica.